# نگار ارجمند
نگار ارجمند (زاده ۲۷ تیر ۱۳۷۳) بازیکن راست دست هاکی روی یخ اهل ایران است.
ارجمند عضو تیم مستر آیس هاکی کلاب و فوروارد تیم ملی هاکی روی یخ بانوان ایران است. وی در مسابقات هاکی روی یخ بانوان قهرمانی آسیا و اقیانوسیه ۲۰۲۳ به مدال تیمی نقره دست یافت.
ارجمند در این بازی‌ها در هر ۶ مسابقه به میدان رفت.